# 시코쿠 점심의 클로버
시코쿠 점심의 클로버(四国 おひるのクローバー)은 NHK 마쓰야마 방송국에서 제작되어 방영되었다가 2020년 3월 13일 방송을 끝으로 종영된 로컬 교양 프로그램이다.

## 방송 소개
이 프로그램은 시코쿠 지방의 NHK 지역방송국 NHK 마쓰야마 방송국. NHK 다카마쓰 방송국. NHK 고치 방송국, NHK 도쿠시마 방송국 등 연결해 시코쿠 지방의 교양 프로그램이다.

## 방송 시간
- 월 ~ 금 오전 11시 30분 ~ 12시(30분)